# Students for Sensible Drug Policy
Students for Sensible Drug Policy (SSDP) is een internationale educatieve non-profitorganisatie en belangengroepering gevestigd in Washington D.C. met het doel om drugsbeleid in de Verenigde Staten en erbuiten te veranderen en tegelijkertijd jongeren aan te moedigen om politiek betrokken te raken. De organisatie werd in 1998 opgericht door studenten van het Rochester Institute of Technology and George Washington University, en werkt via autonome netwerken in universiteiten, hogescholen en middelbare scholen wereldwijd. Tegenwoordig heeft SSDP meer dan 150 afdelingen in de Verenigde Staten, Colombia, Polen, Mexico, Australië, Nigeria, Ierland, Canada, en het Verenigd Koninkrijk. 
Students for Sensible Drug Policy is een van de grootste belangengroepen in de strijd tegen de War on Drugs en werkt regelmatig samen met organisaties als Law Enforcement Against Prohibition om jongeren te onderwijzen en te overtuigen.